# 陳逢源
陳逢源（1893年1月3日—1982年8月10日 ），字南都，台灣企業家、詩人。台南市人，曾任《自立晚報》常務董事，台北市中小企業銀行，台灣煉鐵公司董事長，台灣省合會儲蓄事業協會理事長。

## 生平
光緒十九年（1893年），陳逢源出生於台南府城東南角的祝三多街。出生時因八字中上四字癸字引導，乃《天干一氣》，四水相灌需以土氣鎮壓，故取名為陳塗。父名陳挺，在台南竹篙厝擁有五十多甲土地的地主，亦是《拾合記廍》的糖廍主。母親葉薏，陳挺在葉薏入嫁之前已娶有兩個妻室。
1900年陳逢源七歲時，被送到府城天池底街，前清秀才王鍾山所開設的書房啟蒙，主要以台灣話讀誦四書與《古唐詩合解》，逢源乃王鍾山為其所取之學名，之後便一直使用逢源當作本名。明治三十四年(1901年)夏，進入台南第一公學校就讀，當時公學校乃是借用府城孔子廟當校舍。明治40年（1907年）春畢業，第一名為王受祿，第二名即陳逢源，後來王受祿考上醫學校，陳逢源選擇進入國語學校。
明治44年（1911年）自國語學校畢業，即進入三井會社上班，大正二年（1913年）1月與台南大西門外打棕街之郭希韞結婚，此時郭希韞已自第二附屬女學校畢業，進入台南第二公學校教書。大正九年（1920年），陳逢源辭去三井職務，在遊歷日本與中國歸臺後，參加臺灣議會設置請願運動及臺灣文化協會。
陳逢源於大正十二年（1923年）任台灣文化協會理事，在治警事件中曾遭逮捕，被判刑三個月。1924年與黃朝琴等人創辦《台灣民報》周刊，同年赴日，發起設立台灣議會請願運動。1926年，陳逢源曾與信仰左派思想的許乃昌就意識型態與路線問題在《台灣民報》展開筆戰。1929年起投入台灣信託公司，從事金融事業。1932年《台灣民報》周刊改為《台灣新民報》月刊，陳氏出任報社經濟部長。後曾任台灣信託公司經理，常務董事。
1945年任華南銀行常務董事。1948年起任台北區合會儲蓄公司（即今台北區中小企業銀行）董事長。1951年及1954年當選台灣省臨時議會議員。

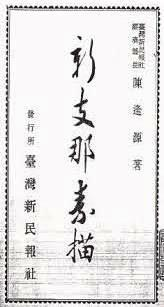
1939年《臺灣新民報》社所出版陳逢源著《新支那素描》

此後，歷任台灣自行車公司董事長，台灣中日文化經濟協會理事，中國文化學院詩學研究所研究員，台灣國貨館理事，台灣區鋼鐵工業同業公會理事長。陳還擔任華南商業銀行、台灣水泥公司、國賓大飯店、中華開發公司、大同公司、味王醱酵工業公司、台灣玻璃公司、新光合成纖維公司、中國人造纖維公司、華隆公司、聲寶公司、台灣聚合公司、中國電器公司、啟業公司、泰安產物保險公司、萬源紡織公司、台灣電視公司、隆德公司、大統海運公司、中華貿易開發公司、大台北瓦斯公司、太平洋電纜公司、啟光化學工業公司、南山人壽保險公司的董事、常務董事、監察人、常務監察人。
著作有《赤嵌集》、《淡江集》、《光復集》等詩冊，《新台灣經濟論》、《台灣農業經濟論》、《溪山煙雨樓詩存》和《南都詩存》等書。
1982年8月10日，陳逢源因心臟衰竭在台北國泰醫院病逝，享壽90歲。同年10月4日上午，於台北市立殯儀館景行廳舉行公祭，隨即發引至陽明山第一公墓擇吉安葬。

## 逸話
- 郭希韞於台南第二公學校教書四年，有不少女弟子。吳三連與夫人李菱正式相親，即於陳逢源家中，而謝春木與夫人蔡彩雪乃由郭希韞作媒，李菱與蔡彩雪皆為郭希韞於台南第二公學校的學生。[2]
- 陳逢源與郭希韞育有三女陳梅月、陳璧月、陳秀蓉。郭希韞的姪子為大同公司郭文艷父親郭德焜。[4]:216陳璧月嫁給曾任新光集團的新海瓦斯公司副董事長郭金塔，長女郭蕙玉嫁給謝國城之子謝南強。[4]:216